# وزارة الصحة ووقاية المجتمع (الإمارات)
وزارة الصحة ووقاية المجتمع هي وزارة تابعة لحكومة دولة الإمارات العربية المتحدة وهي مسؤولة عن تنفيذ سياسة الرعاية الصحية في جميع المجالات الفنية والمادية، وبالتنسيق مع وزارات الدولة. والتعاون مع القطاع الخاص في المجال الصحي محلياً ودولياً. ويرأس الوزارة الوزير عبد الرحمن العويس.

## أهداف وزارة الصحة ووقاية المجتمع
من أبرز أهداف وزارة الصحة ووقاية المجتمع:
- تأمين مختلف خدمات الرعاية الصحية الشاملة بطريقة تخدم وتقي المجتمع من كل الأمراض
- إدارة البنية التحتية في المنشآت الصحية بطرق تتناسب مع المعايير العالمية
- إيجاد نظام جودة وسلامة علاجية وصحية ودوائية وفق معايير عالمية
- تأمين الخدمات الإدارية بشفافية وتميّز
- تعزيز ثقافة الابتكار في بيئة العمل

## خدمات وزارة الصحة ووقاية المجتمع في الامارات
من بين الخدمات الأكثر طلبًا والتي تقدمها الوزارة نجد:
- إصدار بدل فاقد لشهادات الوفاة والميلاد.
- تجديد وتحويل البطاقات الصحية، بما في ذلك بطاقات ذوي الهمم.
- تعديل بيانات شهادة الميلاد.
- تسهيل عمليات العلاج بالخارج.
- ترخيص الإعلانات الصحية سواء على المواقع الإلكترونية أو في الأدلة الطبية والتجارية.
- إصدار صور طبق الأصل للشهادات الرسمية.
- إجراء الفحوصات الطبية اللازمة لإقامات العمل.
- تقديم الطلبات للحصول على شهادات "لمن يهمه الأمر" للمرضى ومرافقيهم.
- صرف سجلات العهدة للأدوية المراقبة.
- إصدار التصاريح الإلكترونية لاستيراد المواد الأولية.
- استقبال الملاحظات والشكاوى حول خدمات الوزارة.

## قائمة الوزراء
| #  | شاغل المنصب                | بداية المنصب   | نهاية المنصب   | رئيس مجلس الوزراء      |
| -- | -------------------------- | -------------- | -------------- | ---------------------- |
| 1  | الشيخ سلطان بن أحمد المعلا | 9 ديسمبر 1971  | 23 ديسمبر 1973 | مكتوم بن راشد آل مكتوم |
| 2  | الشيخ سيف بن محمد آل نهيان | 23 ديسمبر 1973 | 20 ديسمبر 1977 | مكتوم بن راشد آل مكتوم |
| 3  | خلفان الرومي               | 20 ديسمبر 1977 | 1 يوليو 1979   | مكتوم بن راشد آل مكتوم |
| 4  | حمد عبد الرحمن المدفع      | 1 يوليو 1979   | 20 نوفمبر 1990 | مكتوم بن راشد آل مكتوم |
| 5  | أحمد بن سعيد البادي        | 20 نوفمبر 1990 | 25 مارس 1997   | مكتوم بن راشد آل مكتوم |
| 6  | حمد عبد الرحمن المدفع      | 25 مارس 1997   | 10 فبراير 2006 | مكتوم بن راشد آل مكتوم |
| 7  | حميد محمد عبيد القطامي     | 11 فبراير 2006 | 16 فبراير 2008 | محمد بن راشد آل مكتوم  |
| 8  | حميد محمد عبيد القطامي     | 17 فبراير 2008 | 11 مايو 2009   | محمد بن راشد آل مكتوم  |
| 9  | حنيف حسن علي               | 12 مايو 2009   | 11 مارس 2013   | محمد بن راشد آل مكتوم  |
| 10 | عبد الرحمن بن محمد العويس  | 12 مارس 2013   | في المنصب      | محمد بن راشد آل مكتوم  |

## الجوائز
- حصلت وزارة الصحة ووقاية المجتمع على "جائزة الابتكار الدولية" لعام 2023 التي تعد واحدة من بين أفضل 10 جوائز عالمية في مجال الابتكار.وبلغ عدد الجهات المشاركة على مستوى العالم 200 جهة، وشاركت وزارة الصحة ووقاية المجتمع في فئة الابتكار في الحلول والخدمات.[7]
- فازت وزارة الصحة ووقاية المجتمع بالجائزة البلاتينية لأفضل تطبيق ذكي لعام 2023 عن تطبيق "MOHAP Smart App "في جوائز "ذا جلوبال إكسلنس" للتميز العالمي في القطاع الصحي. [8]
- فازت وزارة الصحة ووقاية المجتمع بجائزة اليوم العالمي لمكافحة التبغ في منطقة شرق المتوسط، عام 2023[9]
- حاز البرنامج الوطني لتنظيم نقل وزراعة الأعضاء والأنسجة البشرية "حياة" على جائزة مؤسسة وطني الإمارات للعمل الإنساني – فئة بصمة أمل، في عام2023 وتسلمت الجائزة كل من وزارة الصحة ووقاية المجتمع، ودائرة الصحة بأبوظبي، وهيئة الصحة بدبي.[10]
- حصدت وزارة الصحة ووقاية المجتمع، جائزتين ضمن فئات جوائز محمد بن راشد للأداء الحكومي المتميز، عن فئة أفضل جهة في الابتكار، وفئة تطبيقات العمل عن بعد[11]
- حصلت الوزارة على جائزة “هيمس الشرق الأوسط وإلسيفير” والتي توفر منصة عالمية للإعتراف بالإنجازات والابتكارات المتميزة في استخدام المعلومات الصحية والتكنولوجيا لتعزيز رعاية المرضى والسلامة [12]

- حصلت الوزارة على جائزة “أفضل لوحة إلكترونية لنظام ذكاء الأعمال اللامحدود” متفوقة على أكثر من / 100 / مشروع مشارك من جميع أنحاء العالم [12]
- نالت الوزارة جائزة “أفضل استخدام تكنولوجيا المعلومات والتطبيقات لدعم الخدمات الإكلينيكية.”[12]

## مؤسسة الإمارات للخدمات الصحية
انطلقت أعمال مؤسسة الإمارات للخدمات الصحية في عام 2018، وقد تم الإعلان عن إطلاقها رسمياً من قبل الشيخ محمد بن راشد، كمؤسسة اتحادية مستقلة، وذلك بعد أن تم فصلها عن وزارة الصحة ووقاية المجتمع الإمارات في بداية 2017 بهدف توفير خدمات رعاية صحية مستدامة وعالية الجودة بما يتماشى مع رؤية الإمارات والمعايير العالمية.

## روابط خارجية
- الموقع الرسمي